# Lisa Palfrey

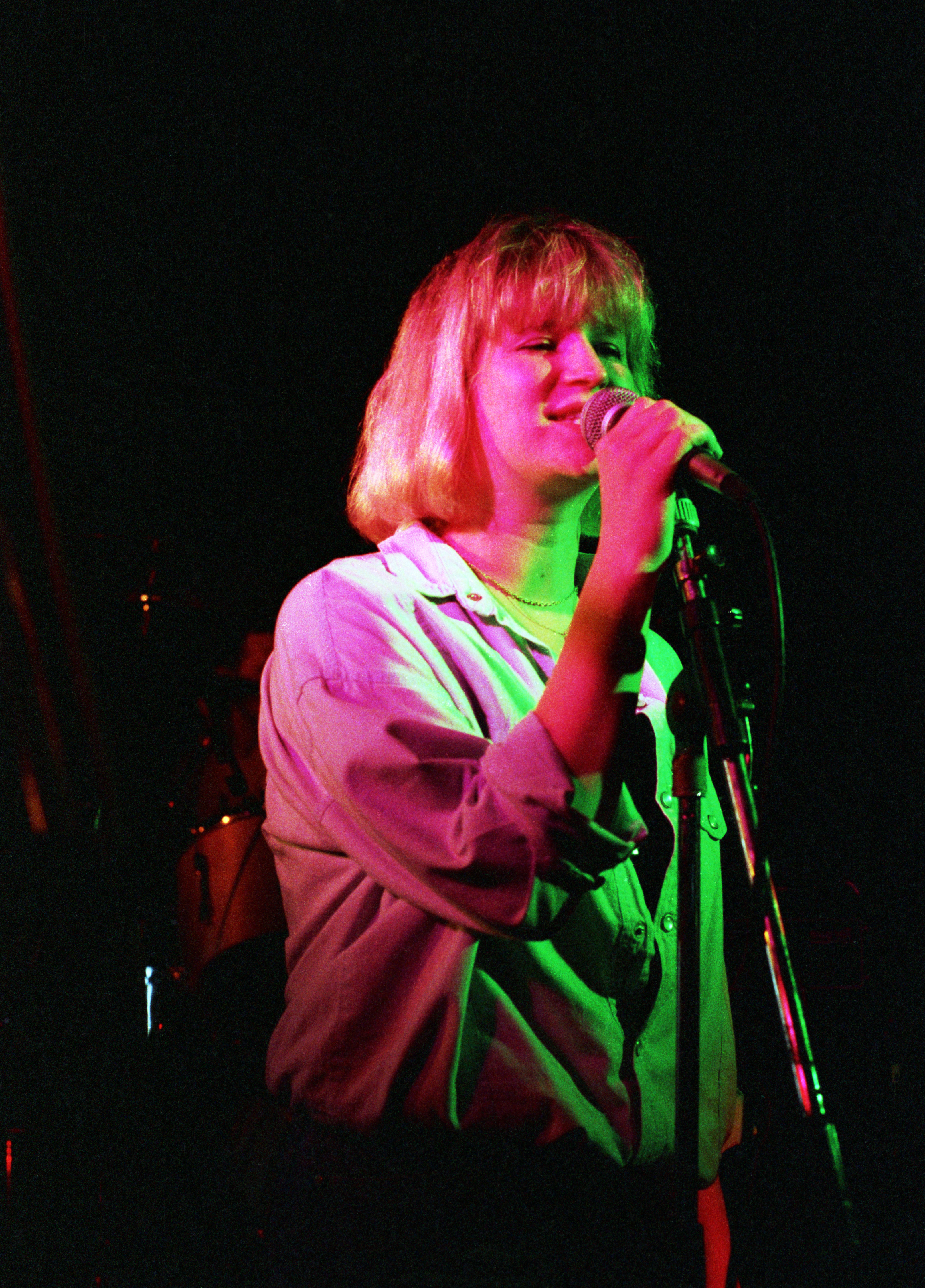
Lisa Palfrey

Lisa Palfrey (* 9. Februar 1967 in Wales) ist eine walisische Schauspielerin, die in Fernseh- sowie Kinofilmen zu sehen ist, aber auch an einigen Theaterproduktionen mitgewirkt hat.
Palfrey spielt in der walisischen Seifenoper Pobol y Cwm die Rhiannedd Frost und stellte in dem Film Der Engländer, der auf einen Hügel stieg und von einem Berg herunterkam die Blod Jones dar.

## Filmografie
- 1995: Der Engländer, der auf einen Hügel stieg und von einem Berg herunterkam (The Englishman Who Went Up a Hill But Came Down a Mountain)
- 1997: House of America
- 1999: Guest House Paradiso
- 2002: Casualty (Fernsehserie, 4 Folgen)
- 2004: Inspector Lynley (The Inspector Lynley Mysteries, Fernsehserie, 1 Folge)
- 2004: The Bill (Fernsehserie, 1 Folge)
- 2014: Pride
- 2016: Inspector Mathias – Mord in Wales (Y Gwyll, Fernsehserie, 1 Folge)
- 2016: Line of Duty (Fernsehserie, 3 Folgen)
- 2019: Sex Education (Fernsehserie, 8 Episoden)
- 2019: Wild Bill (Fernsehserie, Folge Familienfehde (Bad Blood in the Soil))
- 2021: The Feast
- 2022: The Devil’s Light (Prey for the Devil)